# Lista över albanska paschor
Lista över albanska paschor
Pascha (även pasha och pasja; av turkiska paşa) var den högsta militära och civila ämbetstiteln i det Osmanska riket och motsvarande ungefär det europeiska "excellens". Titeln gick inte i arv. Det land som styrdes av en pascha kallas stundom ett paschalikat (efter turkiskans paşalık). Ordet paşa härleds antingen till det turkiska ordet för huvud eller hövding, baş, eller till padishah (från persiskans pādschāh).
| Regent                                            | Mandatperiod                                                 |
| ------------------------------------------------- | ------------------------------------------------------------ |
| Bajazit Pasha                                     | 1406—1422                                                    |
| Is'hak Pasha                                      | 1469—1482                                                    |
| Gedik Ahmet Pasha                                 | 1474—1477                                                    |
| Davud Pasha                                       | 1482—1496                                                    |
| Ahmet Pasha Dukagjini                             | 1514—1515                                                    |
| Ibrahim Pasha Parga[källa behövs]                 | 1523—1536                                                    |
| Ajaz Mehmet Pasha Vlora                           | 1536—1539                                                    |
| Lufti Pasha Shkodra                               | 1539—1541                                                    |
| Rrustem Pasha                                     | 2 perioder: 1544—1553, 1555—1561                             |
| Kara Ahmet Pasha Dukagjini                        | 1553—1555                                                    |
| Arnavuat (Semiz) Ahmet Pasha                      | 1579—1580                                                    |
| Koxha Sinan Pasha                                 | 5 perioder: 1580—1582, 1589—1591, 1593—1595, 1595, 1595—1596 |
| Ferhat Pasha                                      | 1591, 1595                                                   |
| Hadim Hasan Pasha                                 | 1597—1598                                                    |
| Jemishxi Hasan Pasha                              | 1601—1603                                                    |
| Nasuh Pasha                                       | 1611—1614                                                    |
| Ohërli Hasan-Hysein Pasha                         | 6 månader och 9 dagar                                        |
| Merre Hysein Pasha                                | 1622, 1623                                                   |
| Tabani Jassi Mehmet Pasha                         | 1632—1637                                                    |
| Kemankush Kara Mustafa Pasha                      | 1638—1644                                                    |
| Xhivan-kapuxubashi sultan-Zade Semin Mehmet Pasha | 1664—1665                                                    |
| Kara Murat Pasha                                  | 1649—1650                                                    |
| Tarhonxhu Ahmet Pasha                             | 1652—1653                                                    |
| Kara Murat Pasha                                  | 1655                                                         |
| Zurnazen Mustafa Pasha                            | 1656                                                         |
| Mehmet Pasha Qypërliu                             | 1656—1661                                                    |
| Köpryly Fayil Ahmet Pasha                         | 1661—1676                                                    |
| Köpryly Zade Mustafa Pasha                        | 1689—1691                                                    |
| Kadi Ali Pasha                                    | 1691—1692                                                    |
| Amzhazade Hysein Pasha                            | 1697—1702                                                    |
| Numan Pasha Qypërliu                              | 1710                                                         |
| Haxhi-Halil Pasha                                 | 1716—1717                                                    |
| Haxhi-Ahcas Mehmet Pasha                          | 1739—1740                                                    |
| Bijikli Ali Pasha                                 | 1755                                                         |
| Ajvas-zade Halil Pasha                            | 1769—1770                                                    |
| Mustafa Pasha Bajrakatari                         | 1808                                                         |
| Memish Pasha                                      | 1808—1809                                                    |
| Giritli-Mustafa Nail Pasha                        | 3 perioder: 1853, 1853—1854, 1857                            |
| Mehmet Ferid Pasha Vlora                          | 1903—1908                                                    |
| Said Halim Pasha                                  | 1913—1917                                                    |
| Ahmet Izet Pasha                                  | 1891                                                         |
| Damad Ferid Pasha                                 | 4 perioder: 1919, 1919, 1920, 1920                           |